# 楸子面
楸子面（チュジャミョン、추자면）は、済州特別自治道済州市北部の済州海峡にある面である。上楸子島、下楸子島、横干島、秋浦島の有人島四島、無人島38島から成る。面所在地は上楸子島の大西里にある。

## 位置
済州島と全羅南道の間の海上に位置する。

## 歴史
- 1271年 三別抄の乱の際に設村
- 1821年 全羅南道霊岩郡に帰属
- 1881年 済州牧に編入、別将制の実施
- 1891年 全羅南道霊岩郡に編入、上楸子面・下楸面設置
- 1896年 済州牧に編入、同年、全羅南道莞島郡編入
- 1914年 4月1日 莞島郡、上・下楸子面と甫吉面横干島を楸子面に統合し、済州島に帰属
- 1946年 8月1日 済州島北済州郡楸子面に改編
- 1988年 1月1日 新陽里を1里、2里に分離
- 2006年 7月1日 済州特別自治道済州市楸子面に改編

## 行政区域
| 法定里           | 行政里  | 自然集落                            | 備考           |
| ---------------- | ------- | ----------------------------------- | -------------- |
| 大西里（대서리） | 大西里  | 大西里（대서리）、横干島（횡간도）  | 面事務所所在地 |
| 默里（묵리）     | 默里    | 默里（묵리）                        |                |
| 新陽里（신양리） | 新陽1里 | 新上里、新下里（신상리, 신하리）    |                |
| 新陽里（신양리） | 新陽2里 | 長作里（장작리）                    |                |
| 永興里（영흥리） | 永興里  | 寺洞（ジョルギミ） （사동(절기미)） |                |
| 禮草里（예초리） | 禮草里  | 禮草里、秋甫里（예초리, 추포리）    |                |

## 教育
- 楸子初等学校
  - 新陽分校
- 楸子中学校